# Pseudotargionia
Pseudotargionia är ett släkte av insekter. Pseudotargionia ingår i familjen pansarsköldlöss.
Kladogram enligt Catalogue of Life:
| Pseudotargionia | \| \| Pseudotargionia anareolae \| \| \| \| \| \| Pseudotargionia asymmetrica \| \| \| \| \| \| Pseudotargionia comata \| \| \| \| \| \| Pseudotargionia cordata \| \| \| \| \| \| Pseudotargionia crenulata \| \| \| \| \| \| Pseudotargionia damara \| \| \| \| \| \| Pseudotargionia glandulosa \| \| \| \| \| \| Pseudotargionia inconspicua \| \| \| \| \| \| Pseudotargionia isaensis \| \| \| \| \| \| Pseudotargionia kalaharica \| \| \| \| \| \| Pseudotargionia marginata \| \| \| \| \| \| Pseudotargionia orientalis \| \| \| \| \| \| Pseudotargionia subcorticis \| \| \| \| |
|                 | \| \| Pseudotargionia anareolae \| \| \| \| \| \| Pseudotargionia asymmetrica \| \| \| \| \| \| Pseudotargionia comata \| \| \| \| \| \| Pseudotargionia cordata \| \| \| \| \| \| Pseudotargionia crenulata \| \| \| \| \| \| Pseudotargionia damara \| \| \| \| \| \| Pseudotargionia glandulosa \| \| \| \| \| \| Pseudotargionia inconspicua \| \| \| \| \| \| Pseudotargionia isaensis \| \| \| \| \| \| Pseudotargionia kalaharica \| \| \| \| \| \| Pseudotargionia marginata \| \| \| \| \| \| Pseudotargionia orientalis \| \| \| \| \| \| Pseudotargionia subcorticis \| \| \| \| |
|                 | Pseudotargionia anareolae |
|                 | |
|                 | Pseudotargionia asymmetrica |
|                 | |
|                 | Pseudotargionia comata |
|                 | |
|                 | Pseudotargionia cordata |
|                 | |
|                 | Pseudotargionia crenulata |
|                 | |
|                 | Pseudotargionia damara |
|                 | |
|                 | Pseudotargionia glandulosa |
|                 | |
|                 | Pseudotargionia inconspicua |
|                 | |
|                 | Pseudotargionia isaensis |
|                 | |
|                 | Pseudotargionia kalaharica |
|                 | |
|                 | Pseudotargionia marginata |
|                 | |
|                 | Pseudotargionia orientalis |
|                 | |
|                 | Pseudotargionia subcorticis |
|                 | |